# Nyctereutes procyonoides koreensis
Chien viverrin de Corée
Sous-espèce
Statut de conservation UICN

LC : Préoccupation mineure
Nyctereutes procyonoides koreensis, le Chien viverrin de Corée, également improprement désignée sous le nom de Raton laveur coréen, est une sous-espèce du chien viverrin continental (Nyctereutes procyonoides) endémique de la péninsule coréenne.

## Dénominations
- Nom scientifique valide : Nyctereutes procyonoides koreensis (Mori, 1922)[1].
- Nom normalisé anglais : Korean raccoon dog[2]
- Noms vulgaires : Chien viverrin de Corée[2], Chien de Corée, Raton laveur coréen[3]
- Noms vernaculaires, pouvant désigner d’autres espèces : Chien viverrin[2], Tanuki[3]

## Description
Il s’agit de la plus petite sous-espèces du chien viverrin continental. Sa longueur du corps ne dépasse pas 60 cm et son poids 5,6 kg.
Son pelage est long et grossier, sa teinte est emprunte de gris, mais avec des touches de brunâtre, avec une touche de noir à la pointe. Le masque facial est plus marqué que chez les autres sous-espèces, s’étalant en une grande marque foncée sur les joues.
Des études phylogénétiques ont montré que les cette sous-espèces présentait des particularité les rendant uniques au sein des autres sous-espèces continentales, s’accompagnant d’une relative pauvreté génétique entre les individus , ce qui pourrait supposer une certaine isolation géographique ou bien une histoire d'évolutive récente.

## Écologie
Comme les autres sous-espèces de chiens viverrins, il a des habitudes nocturnes ou crépusculaires. Il vit généralement en solitaire, mais peut former des groupes familiaux sur des territoire qui se chevauchent entre eux . 
Il peux être pris pour cible par les chiens errants, la martre à gorge jaune ou encore différentes espèces de rapaces. Mais comme les grands prédateurs ont été évincés du pays, il n’a plus beaucoup de prédateurs naturels en Corée, si bien, que malgré son régime alimentaire omnivore opportuniste, il est devenu un superprédateur dans certaines zones, devenant envahissant, suscitant des inquiétudes pour la biodiversité, notamment du fait, qu’il sont susceptibles d’être les principaux vecteurs de maladies infectieuses comme la rage ou la maladie de carré,, ainsi que d’un grand nombre de pathogène comme des vers du genre Toxocana.

## Systématique
Le nom valide complet (avec auteur) de ce taxon est Nyctereutes procyonoides koreensis Mori (d), 1922.
Cette espèce a été initialement décrite sous le protonyme Nyctereutes koreensis

### Étymologie
Son épithète spécifique, composée de kore[a] et du suffixe latin -ensis, « qui vit dans, qui habite », lui a été donnée en référence à sa localité type, à « Giseifu », dans les environs de Séoul en Corée.

### Publication originale
- (en) T. Mori, « On some new mammals from Korea and Manchuria », The Annals and Magazine of Natural History, 9e série, vol. 10, nos 55–60,‎ 1922, p. 607–614 (lire en ligne , consulté le 12 août 2025)